# Ciateul
Ciateul is een bestuurslaag in het regentschap Kota Bandung van de provincie West-Java, Indonesië. Ciateul telt 7548 inwoners (volkstelling 2010).